# Kościół ormiański w Horodence
Kościół ormiański pw. Niepokalanego Poczęcia Najświętszej Marii Panny w Horodence – kościół ormiański w Horodence ufundowany w XVIII wieku przez Szczepana Potockiego. 

## Historia
Na początku XVIII stulecia Szczepan Potocki sprowadził do Horodenki kilkanaście rodzin ormiańskich, fundując im w centrum miasta kościół. Świątynia, która otrzymała wezwanie Niepokalanego Poczęcia Najświętszej Marii Panny, została wzniesiona z ciosów kamiennych i cegły, na planie zbliżonym do krzyża greckiego. Prawdopodobnie od początku istnienia znajdował się w kościele wizerunek Matki Boskiej Częstochowskiej oraz słynący łaskami obraz św. Kajetana. Obok kościoła wzniesiono dzwonnice, plebanię i budynki gospodarcze. W początkach XX w. parafia, która obejmowała też sąsiednie wsie, liczyła 350 wiernych. Później liczba wiernych stopniowa malała.
Po pierwszej wojnie światowej kościół został opuszczony i zaniedbany. W 1928 r. arcybiskup Józef Teodorowicz skierował do parafii w Horodence jako administratora ks. Adama Bogdanowicza, który do 1935 r. prowadził remont świątyni. Ks. Bogdanowicz został w 1940 r. aresztowany we Lwowie przez NKWD i zamordowany.
W 1942 r. nowym administrator parafii został ks. Kazimierz Roszko, który równocześnie był kapelanem Armii Krajowej. Brał też czynny udział w ratowaniu Żydów przez wystawianie fałszywych metryk
Ks. Roszko otworzył kościół dla wiernych oraz uratował przed zburzeniem stojącą obok kaplicę Matki Boskiej Loretańskiej. W 1945 r. wyjechał wraz z parafianami na Śląsk, wywożąc obraz św. Kajetana oraz część wyposażenia kościoła. Umieścił je w kościele Trójcy Świętej w Gliwicach, którego został rektorem. Ocalałe archiwalia i zabytki muzealne znajdują się dzisiaj pod opieką Fundacji Kultury i Dziedzictwa Ormian Polskich w Warszawie. 
Budynek kościoła w czasie wojny bardzo ucierpiał podczas bombardowania. Ślady po odłamkach i pęknięcia widoczne są do dziś. Zburzeniu uległa pobliska kaplica i plebania. Po wojnie w kościele urządzono magazyn m.in. materiałów budowlanych. W 1998 r. świątynię przejęła Ukraińska Cerkiew Prawosławna. Od tego czasu nie przeprowadzono żadnego remontu. Kościół popada w coraz większą ruinę. Na początku XXI w. starania o odzyskanie kościoła dla kultu rozpoczął (na razie bez skutku) Kościół rzymskokatolicki.